# Палич, Иоганн Георг
Иоганн Георг (Иоганн-Георг) Палич (нем. Johann Georg Palitzsch; 11 июня 1723, Пролис (ныне в составе Дрездена — 21 февраля 1788, там же) — немецкий естествоиспытатель, астроном-самоучка.

## Биография
Из крестьян. Интересовался многими естественными науками.
В юности, выросший в условиях строгого воспитания отчима, он обучился основам астрономии по современной ему книге «Преддверие астрономии» («Vorhof der Stern Wissenschafft oder Astronomiae», 1729) немецкого астронома Кристиана Пешека. Позже продолжил обучение, посещая «Математический салон» в Дрездене.
Известен, главным образом, тем, что обнаружил 25 декабря 1758 года по эфемериде, вычисленной Клеро, Лаландом и мадам Лепот (первое предвычисление появлений комет), возвращение Кометы Галлея, предсказанное Эдмондом Галлеем.
Наблюдал переменные звёзды. В 1744 году, почти через сто лет после Дж. Монтанари независимо открыл переменность Алголя.
После обнаружения кометы Галлея был вызван ко двору молодого правителя курфюршества Саксонии Фридриха Августа III в качестве преподавателя астрономии. При дворе также стал членом лейпцигского «Экономического общества».
Помимо астрономии занимался садоводством и сельским хозяйством. При участии Палича в Саксонии стал возделываться картофель. В своей биологической лаборатории использовал микроскоп. По его же инициативе в Саксонии стали внедряться молниеотводы.
После своей смерти оставил большую библиотеку из 3518 книг, частично представляющую собой рукописные копии научных книг, приобрести которые он был не в состоянии.
Дом Палича был разрушен в во время сражения при Дрездене в августе 1813 года. В 1877 году жителями Дрездена в память о Паличе был воздвигнут монумент на месте бывшего дома.
В 1935 году астрономическое сообщество назвало в честь Палича лунный кратер диаметром 42 км, расположенный на 28,02° ю. ш., 64,39° в. д. (в лунных координатах), а в 1994 году и вновь открытый 4 октября итальянцами П. Сиколи и П. Гецци астероид (11970) Палич.